# كريس سامرز (لاعب هوكي الجليد)
كريس سامرز (بالإنجليزية: Chris Summers)‏ هو لاعب هوكي الجليد أمريكي، ولد في 25 فبراير 1988 في آن آربر في الولايات المتحدة.

## وصلات خارجية
- كريس سامرز على موقع دوري الهوكي الوطني (الإنجليزية)
- كريس سامرز على موقع EliteProspects.com (الإنجليزية)
- كريس سامرز على موقع HockeyDB.com (الإنجليزية)
- كريس سامرز على موقع Hockey-Reference.com (الإنجليزية)